# 森政弘
森 政弘（もり まさひろ、1927年（昭和2年）2月12日 - 2025年1月12日）は、日本の工学者、仏教徒。東京工業大学名誉教授、工学博士（東京大学）。オートメーションやロボットの研究で先駆的な研究実績を持ち、創造性や仏教に関する著書や講演も多い。ロボットコンテストの創始者であり、「ロボコン博士」の異名も持つ。紫綬褒章、勲三等旭日中綬章を受勲。
東京大学生産技術研究所助教授、東京工業大学制御工学科教授、(株)自在研究所代表取締役、日本ロボット学会会長を歴任。早期にロボットハンドや人工心肺の自動制御、人工筋肉や群ロボットの研究開発に着手し、サイバネティックモーションや不気味の谷といった新概念も提唱した。自動製糖システムや自然力推進ボートなどの産学連携研究でも実績を残している。

## 来歴

### 幼少期から学生時代
1927年三重県生まれ。幼稚園のときに祖父が建てた名古屋市の家で育つ。小学校時代から工作を好み、寝食を忘れて物作りに取り組んだ。小学4年生の夏休みには、風呂場の薪を削って大きな飛行機のソリッドモデルを製作し、教師を驚かしたという。
中学校に入ると真空管に魅せられ、将来は電気技術者になろうと志した。そのため自宅に工作室を持ち、そこに閉じこもる毎日が続いた。戦争中に第八高等学校 (旧制)に進学。空襲がある頃から、近隣住民のラジオを修理してあげるようになる。これは戦後の混乱の中で、一家の貴重な収入源となる。
戦後は短波受信器を手作りし、高性能アンプも製作する。その間、旧制の名古屋大学に進学。卒業研究は「太陽雑音を観測するための受信器製作」をテーマとし、1950年に卒業した。

### 東京大学生産技術研究所
名古屋大学では電気工学を専攻していたが、制御工学の研究するようになる。ポストが空いたため、東京大学生産技術研究所へ異動する。1959年（昭和34年）には技官から助教授に昇進する。高橋安人のもとでプロセス制御（サンプル値制御、むだ時間対策など）について研究を行い、1959年にで学位を取得する。また、化学プラント系のみならず、人工心肺や人工腎臓など、人工内臓の自動制御についても研究している。
その後、「自動制御を突き詰めても省力化にはならない」と、シーケンス制御にも注目し、以後自動化に重きを置いて研究を進めていく。企業との共同研究では、精製糖工程の総合制御システムなどでも実績を挙げている。
この自動化、オートメーションの観点から指に着目し、当時大学院生の山下忠（後 九州工業大学）と指の研究を実施し、3本指の人工の指を開発する。更に人工筋肉を志向し、高分子アクチュエータなどメカノケミカル系の研究にも取り組んでいる。
後年、森はロボットコンテストの創始者として有名になるが、東京大学生産技術研究所の頃から、研究室において階段を昇降可能な歩行機械のコンテストや、ロボットの形態・用途についてのブレーンストーミングなど、創造教育的な取り組みも行っている。

### 東京工業大学制御工学科
1969年に教授として東京工業大学の制御工学科に着任し、1970年代のロボット研究をリードする。1970年には、ロボットなどに対する、人間の感情的反応に関するロボット工学上の概念である「不気味の谷現象」を提唱し、ロボットに身体図（身体地図）の概念を導入することを提案している。
一方1970年代半ばから仏教や禅の活動に取組み、仏教入門の書籍を執筆したり「非まじめ」を提唱したりする。また、この頃に仲間達と自在研究所を設立している（この頃の代表取締役は松原季男（後 静岡文化芸術大学教授））。
ロボット研究としては、1975年の沖縄国際海洋博覧会において、森が構想・設計して自在研究所（松原季男）で製作された「みつめむれつくり」を出展した。これは自律分散ロボットの先駆けであった。また、1971年から研究室で二足歩行ロボットの研究を開始しており、膝が伸縮するタイプの二足歩行ロボットとその制御理論を開発。1982年にはBIPMAN2で動的歩行を実現させている。
1981年には創造工学演習の授業において、沈滞化した教育現場を活性化させる試みとして、単一乾電池2本で人が乗る乗り物を製作するコンテストを実施する。また、東京工業大学が100周年を迎え、森は記念ビデオの撮影、編集に追われることになる。
1980年は日本のロボット元年と呼ばれる年であり、1983年には日本ロボット学会が設立された。森は学会設立に尽力し、第1期の副会長、第3期では会長も務めている。また、1984年には放送大学教授も兼任し、『計測と制御』といった教科書から、『Budda in the Robot』といった仏教関係に至るまで、著作活動も活発であった。

### 東京工業大学名誉教授
1987年に東京工業大学を定年退官。名誉教授となり、株式会社自在研究所の代表取締役社長にも就任する。1988年にはNHKからの相談を受け、高専生を対象とした「アイデア対決独創コンテスト～乾電池カースピードレース」が開催、放映される。翌年以降は「アイデア対決・ロボットコンテスト」に改称され、大きく発展していく。
1999年にはロボコンマガジンが創刊され、森は顧問を務める共に連載記事を担当。連載記事は、オーム社から数冊の本になって出版されている。2001年開催のロボフェスタでは、中央委員会会長も務めている。また、ロボットコンテストにおける人間教育的意義を強調し、多くの講演で語っている。
2010年以降も仏教関係の著書を数冊出版したり、大分合同新聞で月一の連載を持ったりしていた。また、高専ロボコン全国大会でもほぼ毎年審査委員として出席し、ロボコン大賞の発表を担当していた。
2025年1月12日、病気のため死去。97歳没。

## 人物と実績

### 趣味人として
フルートを嗜み、名古屋フィルハーモニーでの演奏経験もある。少年時代から真空管ラジオを自作したり、近年も寝室に工作機械を持ち込んでスターリングエンジンを製作するなど、ものづくりが大好きである。
ロボット研究においては動画撮影が必要となることが多かったが、森が現役研究者だったころはビデオカメラなどはなく、フィルムを使っての映画撮影であった。セミプロ級の腕を持っていた森は井上博允の博士論文研究のマニピュレータの撮影をしたり、東京工業大学100周年記念の記録映画の撮影も担当した。

### 研究者として
人と同じことはやらないという性格で、人工内臓の自動制御や指・ロボットハンドの研究など、1960年代～1970年代にかけてオートメーション、ロボット分野で多くの先鞭を付けた。サイバネティック・モーションなど、独自の概念を提唱することもあった。多くの先駆的成果を挙げたものの、深く掘り下げることがなかったため、「自分はここ掘れワンワンの犬である」「学位を取るまではやってたけど、深くやるのは自分の性に合わなかった」と述懐している。これにはアメリカの後追い研究や流行に群がるロボット研究という当時の情勢に対する反発という背景もあり、「論文を読むと読まれてしまう」と戒めている。
また、産学連携研究の成果が多いことも特徴で、自然力推進ボートの研究、さかさまプラント・非接触充電装置、スルメ型電極接続ロボット、オートマックス社の清掃ロボットなど、多彩な研究開発を行っている。相手先のみならず、自在研究所と連携しているケースがあることも特徴的である。

### 教育者として
また、「非まじめ」「自在学」「全機」「退歩」などの概念を提示し、「技道」を提唱した。本田宗一郎が始めた「役に立たないものをつくれ！」というアイデアコンテストにも共鳴しており、ロボットコンテストにおいても、試合の勝ち負けとは別に、夢・発想・製作技術・製作上の困難をいかにして乗り越えたか、そこに使われたアイデアの将来の開拓性や発展性、ロボコンの精神に合致しているかという観点から、最高の賞「ロボコン大賞」を設立している。
学術分野では、森の弟子、孫弟子が多く活躍している。東京工業大学時代の弟子の竹中透がホンダASIMOの歩行制御理論を担当しており、梅谷研究室からは、広瀬茂男（蛇のバイオメカニクス、歩行ロボットなど）、生田幸士（マイクロ・ナノテクノロジー）、吉田和哉（宇宙ロボット、東北大学教授、同 極限ロボティクス国際研究センター センター長）といった孫弟子が出ており、彼らの研究室から更に人材が輩出されている。バイオメカニクス分野でも、森の弟子である梅谷陽二、山下忠、小川鉱一らが貢献している。

## 経歴

### 略歴
- 1947年3月 - 第八高等学校理科乙類卒業
- 1950年3月 - 名古屋大学工学部電気学科卒業
- 1953年12月 - 東京大学生産技術研究所助手（後、技官[18]）
- 1959年3月 - 東京大学生産技術研究所助教授[18]
- 1962年4月 - 電気通信大学電気通信学部電子工学科助教授併任（1963年3月まで）
- 1969年3月 - 東京工業大学工学部制御工学科教授
- 1981年4月 - 東京工業大学教育工学開発センター長
- 1984年4月 - 放送大学客員教授
- 1987年3月 - 東京工業大学定年退官
- 1987年4月 - 東京工業大学名誉教授
- 1987年6月 - 株式会社自在研究所代表取締役
- 1999年4月 - ロボット創造国際競技大会中央委員会会長

### 受章・栄典
- 1959年 - 日本機械学会賞（第1回）[60]
- 1969年 - 計測自動制御学会技術論文賞（1968年度）[注釈 13]
- 1977年 - Pattern Recognition Society Award（1976年）[60]
- 1980年 - TBSゴールデンマイク（第1回）[60]
- 1984年 - 産業教育功績者[60]
- 1987年 - 発明奨励功労賞（第1回）[60]
- 1992年 - NHK放送文化賞（第43回）[1][60]
- 1994年 - 紫綬褒章[1]
- 1995年3月 - 日本ロボット学会名誉会長[61]
- 1999年 - 勲三等旭日中綬章[60]
- 2000年 - 日刊工業新聞技術科学図書文化賞[60]
- 2009年 - ロボット活用社会貢献賞（第1回）[注釈 14]
- 2012年 - 日本ロボット学会設立特別功労賞[63]

### 社会的活動
- 計測自動制御学会
- 日本ロボット学会（フェロー、名誉会長、第3代会長：1987年1月～1990年4月まで）
- バイオメカニズム学会（旧 人工の手研究会）[64]
- 日本機械学会[65]
- 日本創造学会[65]

- NPO法人 国際ロボフェスタ協会（名誉会長）[60]
- アイデア対決全国高等専門学校ロボットコンテスト（審査委員長）
- 豊の国かぼす特命大使[66]

## 著書

### 学位論文
- 『不規則入力および階段状入力に対するサンプル値制御の研究』東京大学〈博士論文〉、1959年4月27日。

### 単著
- 『制御と情報』日本放送出版協会〈NHK情報科学講座4〉、1968年8月、NCID BN02758632。
- 『森政弘の仏教入門』佼成出版社、1974年、NCID BN12944768。
  - 『The Buddha in the robot』Charles S.Terry.翻訳、Kosei Pub. Co.、1981年、NCID BA5449206X。
  - 『De Boeddha in de robot』Mirananda、1985年、ISBN 9062717160。
- 『心眼 ― エサしか視えないカエル ―』佼成出版社、1976年、NCID BN03381201。
- 『「非まじめ」のすすめ ― ゴミを砂金にする発想 ―』講談社、1977年11月、NCID BN09679068。
- 『超常識 ― 平凡のなかの非凡のすすめ ―』ダイヤモンド社、1977年12月、NCID BN03379968。
  - 『超常識 ― 平凡のなかの非凡のすすめ ―』 PHP研究所〈PHP文庫〉、1998年2月、NCID BN03447387。
- 『発想工学のすすめ ― やわらかい機械 ―』講談社〈ブルーバックス〉、1978年12月、NCID BN01803662。
- 『機を活かす発想』プレジデント社、1980年8月、NCID BN03379924。
- 『千輪車の発想 ― よい椅子はひっくり返る ―』講談社、1981年3月、NCID BN06605837。
- 『かたくて、やわらかい頭』実業之日本社〈実日新書〉、1981年10月、NCID BN08765528。
- 『「ひらめき」能力が身につく本 ― 脳が全機すればすべてよし ―』徳間書店〈トクマブックス〉、1982年、ISBN 4195025788。
- 『「非まじめ」思考法』講談社、1984年、ISBN 4062001632。
  - 『「非まじめ」思考法』講談社〈講談社文庫〉、1988年7月、ISBN 4061842552。
- 『「非まじめ」のすすめ ― 千輪車の発想 ―』講談社〈講談社文庫〉、1984年2月、ISBN 4061831976。
- 『ロボット博士森政弘の仏教入門』三笠書房〈知的生きかた文庫〉、1985年、ISBN 4837900577。
- 『「機」を活かす発想』PHP研究所〈PHP文庫〉、1985年、ISBN 4569260357。
- 『心眼』三笠書房〈知的生きかた文庫〉、1986年3月、ISBN 4837900968。
- 『矛盾を活かす超発想』講談社、1989年12月、ISBN 978-4062041515。
- 『「無分別」のすすめ ― 自在に自分を動かす ―』PHP研究所〈PHP文庫〉、1992年、ISBN 4569564941。
- 『頭の自遊自在学 ―「ここ掘れ,ワンワン」が上手くなる ―』講談社、1993年3月、ISBN 4061542028。
- 『≪非まじめ≫をきわめる ― 隠された≪知慧の威力≫ ―』講談社〈講談社＋α文庫〉、1995年4月、ISBN 4062560925。
- 『ロボコン博士のもの作り遊論』オーム社、1999年、ISBN 4274024156。
- 『機械部品の幕の内弁当 ― ロボット博士の創造への扉 ―』オーム社、2003年、ISBN 427402492X。
- 『森政弘の仏教入門 新装版』佼成出版社、2003年、ISBN 4333020018。
- 『矛盾を活かす超発想』ライフリサーチプレス、2004年、ISBN 4906472729。
- 『おもしろ工作実験 ― 作る!動かす!楽しむ! ―』オーム社、2009年、ISBN 978-4274207310。
- 『今を生きていく力「六波羅蜜」』教育評論社、2009年2月、ISBN 978-4905706359。
- 『親子のための仏教入門 ― 我慢が楽しくなる技術 ―』幻冬舎〈幻冬舎新書〉、2011年1月26日、ISBN 978-4344982024。
- 『退歩を学べ ―― ロボット博士の仏教的省察 ―』佼成出版社〈アーユスの森新書〉、2011年、ISBN 978-4333025121。
- 『仏教新論』佼成出版社、2013年、ISBN 978-4333026173。
- 『ロボット考学と人間 ― 未来のためのロボット工学 ―』オーム社、2014年8月、ISBN 978-4274215889。

### 共著
- 『ロボット ― その技術と未来 ―』合田周平 共著、日本放送出版協会、1969年、NCID BN02189774。
- 『やわらかい頭 ― 対話:幸福のための科学へ ―』片山龍二 共著、時事通信社、1972-1973年、NCID BN05014234。
- 『計測と制御』小川鑛一 共著、旺文社〈テレビ大学講座〉、1983年、ISBN 4010552506。
- 『計測と制御』小川鑛一 共著、放送大学教育振興会〈放送大学教材〉、1985年、ISBN 4145427416。
  - 『計測と制御 改訂版』小川鑛一 共著、放送大学教育振興会〈放送大学教材〉、1988年、ISBN 4145427424。
- 『初めて学ぶ基礎制御工学』小川鑛一 共著、東京電機大学出版局、1994年、ISBN 4501105607。
  - 『初めて学ぶ基礎制御工学 第2版』小川鑛一 共著、東京電機大学出版局、2001年、ISBN 978-4501109608。
- 『ロボット工学と仏教 ― AI時代の科学の限界と可能性 ―』上出寛子 共著、佼成出版社、2018年、ISBN 978-4333027842。

### 翻訳
- EI Jury 著 著、森政弘、西村敏充、合田周平 共訳 編『サンプル値制御』丸善、1962年、NCID BN03535713。
- Gill, Arthur 著 著、森政弘、合田周平 共訳 編『新システム設計論』朝倉書店、1965年、NCID BN03531610。

### 編集・監修
- 森政弘ほか 著『プロセスの計測・自動制御ガイド・ブック』丸善、1964年、NCID BN03537457。
- 森政弘ほか 編『シーケンス自動制御便覧』オーム社、1964年、NCID BN01782540。
- 森政弘 監修 編『自動化技術便覧』オーム社、1970年、NCID BN03096726。
- 小川鑛一、多々良陽一 共著、森政弘 編『機構学』共立出版、1977年4月、ISBN 432007999X。
- 森政弘 監修、自在研究所 編『納得の工学 ― 発想の転換 ―』開発社、1977年、NCID BN03488205。
  - 森政弘 監修、自在研究所 編 編『納得の工学 ― 発想の転換 ― 増補版』開発社、1983年、NCID BN00794646。
- 森政弘 監修、自在研究所 編『自在入門 ― 納得の工学 第2集 ―』開発社、1980年、NCID BN04115316。
- 森政弘 編『生きもののデザイン ― 森政弘サイエンス対談 ―』日本経済新聞社、1980年、NCID BN04721429。
- 森政弘 編『「非まじめ」対談 : 生きもののデザイン』講談社〈講談社文庫〉、1986年2月、ISBN 4061836862。
- 森政弘、森田矢次郎、中野道雄 編著『計測と制御』放送大学教育振興会〈放送大学教材〉1997年、ISBN 4595542720。
- 森政弘 編著『釈尊のご生涯をたずねて ―「仏さま」の実像とその教え ―』佼成出版社、2023年9月、ISBN 9784333029075。

### 分担執筆
- 『自動制御とトランスジューサ』大島正光ほか 編、共立出版〈解説エレクトロニクス・コース 第5〉、1966年、NCID BN03737183。
- 『省力のための工場自動化機器集成』建設産業調査会、1971年。
- 『印写システム設計論』井上英一、菊池真一 編、共立出版〈印写工学 4〉、1971年。
- 『運動と変化』人間・建築・環境六書編集委員会 編、彰国社〈人間・建築・環境六書 3〉、1975年、NCID BN00544423。
- 『情報と創造』人間・建築・環境六書編集委員会 編、彰国社〈人間・建築・環境六書 5〉、1975年、NCID BN0054481X。
- 『ロボット』共立出版〈bit 臨時増刊、第8巻第97号〉、1976年7月、NCID BN11108853。
- 『現代文化のポテンシャル』石井威望ほか 編、中山書店〈ヒューマンサイエンス〉、1984年、NCID BN00177832。
- 『生物に学ぶバイオメカニズム ― 機械システム設計の新しい発想 ―』バイオメカニズム学会 編、工業調査会、1987年4月。
- 『はじめてのロボコンマニュアル』鈴木泰博 編著、オーム社〈RoboBooks〉、2000年、ISBN 4274086941。
- 『ロボコンスーパー中学校八戸三中の熱闘』INAXギャラリー企画委員会、住友和子編集室、村松寿満子 編、INAX出版〈INAX booklet〉、2000年、ISBN 4872758110。
- 『いのちを語る ― 赤尾保志対談シリーズ ―』赤尾保志、草柳隆三 述、聖マリアンナ会、2009年、NCID BB12830833。